# ابودیره
ابودیره، روستایی از توابع بخش اروندکنار شهرستان آبادان در استان خوزستان ایران است.

## جمعیت
این روستا در دهستان مینوبار قرار دارد و براساس سرشماری عمومی نفوس و مسکن (۱۳۹۵) ، جمعیت آن ۱۷۰۵نفر (۵۰۲  خانوار) بوده‌است.